# Імператор Рейдзей
Імператор Рейдзе́й (яп. 冷泉天皇, れいぜいてんのう, дайґо тенно; 12 червня 950 — 21 листопада 1011) — 63-й Імператор Японії, синтоїстське божество. Роки правління: 15 листопада 967 — 27 вересня 969.
Другий син імператора Муракамі. Його матір'ю була імператриця Ясако, донька Фудзівара но Моросуке. Одразу після народження був проголошений наслідним принцом Норіхіра, зійшов на трон у вісімнадцять років. 
При цьому значна влада зосередилася в кампаку Фудзівара но Санейорі і Мінамото но Такаакіра, але невдовзі перший здобув повну перевагу в дайдзьокані. Після дворічного правління під тиском кампаку, який вказував на психічну хворобу Рейдзея, зрікся престолу. Трон перейшов до брата останнього принца Моріхіри, що став відомий як імператор Ен'ю. 
Мав багато дітей, серед них — принц Моросада (майбутній імператор Кадзан) та принц Окісада (імператор Сандзьо). Серед інших нащадків імператора — засновники клану роду Мінамото, Рейдзей Ґендзі.